# Mesechites
Mesechites je biljni rod iz porodice zimzelenovki raširen po Srednjoj i Južnoj Americi, od Meksika i Velikih Antila na sjeveru do sjeverne Argentine na jugu. Postoji 8 priznatih vrsta (penjačice).
Rod je opisan u Flora Brasiliensis 6(1): 150–151. 1860.

## Vrste
1. Mesechites acuminatus (Ruiz & Pav.) Müll.Arg.
2. Mesechites angustifolius (Poir.) Miers
3. Mesechites citrifolius (Kunth) Woodson
4. Mesechites mansoanus (A.DC.) Woodson; tipična vrsta; Brazil. Paragvaj.
5. Mesechites minimus (Britton & P.Wilson) Woodson
6. Mesechites repens (Jacq.) Miers
7. Mesechites roseus (A.DC.) Miers
8. Mesechites trifidus (Jacq.) Müll.Arg.